# جون ميدلتون موري
كان جون ميدلتون موري (بالإنجليزية John Middleton Murry) (مواليد 6 أغسطس 1889 – 12 مارس 1957) مؤلفًا إنجليزيًا. كان كاتبًا منتجًا، ألف أكثر من 60 كتابًا وآلاف المقالات والمراجعات في مجالات الأدب والقضايا الاجتماعية والسياسة والدين خلال حياته. يُعرف عن موري كونه ناقدًا بارزًا، ويُذكر عنه علاقته بكاثرين مانسفيلد التي تزوجها عام 1918 ليصبح زوجها الثاني، إضافة إلى الصداقة التي ربطته بديفيد هربرت لورانس وتوماس ستيرنز إليوت، وصداقته (وعلاقته القصيرة) مع فرايدا لورانس. بعد وفاة مانسفيلد، تولى موري تحرير أعمالها.

## العمل كمحرر
عمل موري كمحرر في المجلة الأدبية ريذم بين عامي 1911 و1913؛ ثم تابع في مجلة ذا بلو ريفيو التي تولى موري رئاسة تحريرها متابعًا العمل بعد ريذم. في عام 1913، وُجد أحد شركاء موري، الناشر تشارلز غرانفيل من شركة ستيفن سويفت المحدودة مذنبًا في قضية اختلاس وتعدد زواج ليسجن إثر ذلك. سُحب جزء من المبالغ باسم موري، وبالتالي تأثر وضعهما المالي بشكل كبير لمدة ستة أعوام.
في عام 1914، التقى بديفيد هربرت لورانس وأصبح داعمًا هامًا له. في العام التالي، أنشأ الاثنان سوية مجلة باسم ذا سيغنيتشر التي عملا فيها لفترة وجيزة. في عام 1931، وبعد تطور العلاقة بين الطرفين، كتب موري سيرته تحت عنوان  ابن امرأة، وهي واحدة من أوائل سير الحياة المكتوبة عن لورانس كرجل وأكثرها أهمية. أُعفي موري من الخدمة العسكرية لأسباب صحية هي التهاب الجنبة واحتمال الإصابة بالسل، وخلال سنوات الحرب كان جزءًا من حلقة غارزينغتون لأوتولين موريل.
في عام 1919، أصبح موري رئيس تحرير مجلة ذي أثينييوم، والتي اشتراها آرثر راونتري منذ فترة قريبة. خلال فترة وجوده في المجلة كانت تهتم بالمراجعات الأدبية متحدثة عن أعمال كل من تي. إس. إليوت وفرجينيا وولف وليتون ستراتشي وكلايف بل وعدد من الأعضاء الآخرين في مجموعة بلومزبري. استمرت المجلة بالعمل حتى عام 1921، وحصلت على دعم كبير من إي. إم. فورستر، والذي كتب عنها لاحقًا: «أخيرًا أصبح هناك صحيفة تجلب المتعة بقراءتها ولي الشرف بالكتابة لها، والتي ربطت الأدب بالحياة».
كان مصير هذه المجلة هو الاندماج مع مجلة ذا نيشن (الوطن) لتشكيل مجلة مشتركة باسم ذا نيشن وأثينيوم، والتي تولى إتش. دي. هندرسون رئاسة تحريرها في الفترة ما بين عامي 1923 و1930. في عام 1923 أصبح موري محررًا مؤسسًا في ذي أديلفي، وذلك بالاشتراك مع جاك كومون وماكس بلاومان. استمرت المجلة بالعمل بأشكال مختلفة حتى عام 1948. عكست اهتمامه المتكرر بلورانس، إضافة إلى شكل غير تقليدي من الماركسية والسلمية وتوجه العودة إلى الأرض.
تبعًا لديفيد غولدي، كان موري وذي أديلفي مع إليوت وذا كرايتيريون في منافسة هامة خلال أواسط العشرينيات من القرن العشرين. كان هذا الصراع نتيجة الخلاف بين التعاريف المختلفة للأدب، والقائمة بالترتيب على الرومانتيكية المرتبطة بالليبرالية ووجهة نظر شخصية غير حيادية، في مواجهة الكلاسيكية المرتبطة بالتقليدية ووجهات النظر الدينية. في هذه المنافسة يقول غولدي إن إليوت خرج منتصرًا واضحًا لدرجة أنه وصل إلى مركز الساحة النقدية في لندن خلال ثلاثينيات القرن العشرين.

## التوجهات السياسية

### الماركسية
مر موري بمرحلة ماركسية خلال أوائل الثلاثينيات. عند زواجه للمرة الثالثة عام 1931، انتقل ضمن نورفك، من ساوث إكر إلى أولد ريكتوري، لارلينغ، وكتب خلال أسبوعين ضرورة الشيوعية. كان هذا التعريف كـ «ماركسي صوفي» هو ما دفع ببيرت تريك (1889 – 1968) إلى تقديم ديلان توماس لموري في عام 1933. مرت هذه المناسبة بشكل جيد لدرجة سمحت لريتشارد ريس بالنشر لتوماس في مجلة أديلفي.
ناصر موري الحزب الاشتراكي المستقل، وهو حزب فرعي محلي منشق عن حزب العمال المستقل.

### السلامية
كان موري صريحًا في توجهاته المسيحية والسلامية الراديكالية. كاتبًا ضرورة السلمية عام 1937. كان أيضًا راعيًا لاتحاد عهد السلام، ومحررًا في صحيفته الأسبوعية أخبار السلام منذ عام 1940 حتى 1946.
أثارت آراء موري خلال هذا الفترة كثيرًا من الجدل، وأثار سخط الكثير من اليساريين (من بينهم جورج أورويل وفيرا بريتين) لأنه عبر رأيه بحق ألمانيا النازية في إبقاء سيطرتها على أوروبا القارية. آمن موري أنه وعلى الرغم من بطش الحكم النازي، لكنه كان أفضل من الحرب الشاملة. فيما بعد، تخلى موري عن سلميته عام 1948، ودعا إلى حرب وقائية ضد الاتحاد السوفييتي، منهيًا حياته داعمًا للمحافظين ومصوتًا لهم. في النهاية، تعرضت توجهات موري المعادية للاتحاد السوفييتي إلى انتقاد العناصر الداعمة للسوفييت في حركة السلام.
إضافة إلى ذلك، جذبت آراء موري المعادية للنسوية كثيرًا من النقد من قبل السلميين النسويين في بريطانيا وعلى رأسهم الناشطة سيبيل موريسون.

### المسيحية
خلال هذه الفترة، كان موري معروفًا على نطاق واسع كمفكر مسيحي. حتى أنه فكر جديًا بالتنصيب الكنسي كراهب أنجليكي، لكنه تخلى عن هذه الفكرة بعد تشخيص إصابته بداء بورغر عام 1938، إضافة إلى الشكوك حول زيجاته المتعددة (كان زواجه الثالث ينهار بشكل فوضوي).

## وصلات خارجية
- جون ميدلتون موري على موقع الموسوعة البريطانية (الإنجليزية)
- جون ميدلتون موري على موقع إن إن دي بي (الإنجليزية)
- مؤلفات جون ميدلتون موري في مشروع غوتنبرغ
- أعمال جون ميدلتون موري في ليبري فوكس